# Metembia fraterna
Metembia fraterna is een insectensoort uit de familie Embiidae, die tot de orde webspinners (Embioptera) behoort. De soort komt voor in India.
Metembia fraterna is voor het eerst wetenschappelijk beschreven door Ross in 1950.